# Kasteeltuinen Arcen
Kasteeltuinen Arcen is een landgoed bij Kasteel Arcen, in het Limburgse dorp Arcen. Kasteeltuinen Arcen is onderdeel van Stichting Het Limburgs Landschap.

## Kasteeldomein

### Het landgoed
Het complete landgoed Arcen telt circa 450 hectare en is, sinds de aanleg van de N271 in twee delen gesplitst. Aan de westzijde ligt het eigenlijke kasteel met kasteeltuinen, aan de oostzijde ligt het gebied Lingsfort. Het gehele landgoed is in 1976 aangekocht door de Stichting Het Limburgs Landschap, en halverwege de jaren tachtig werd het kasteel gerestaureerd. Buiten het kasteel en de kasteeltuinen bestaat het landgoed tegenwoordig vooral uit enkele bostypen. Ook Barbara's Weerd is onderdeel van het landgoed; een stuk land dat langs de Maas van Lomm naar Arcen waar vandaag de dag voornamelijk Galloways grazen. 

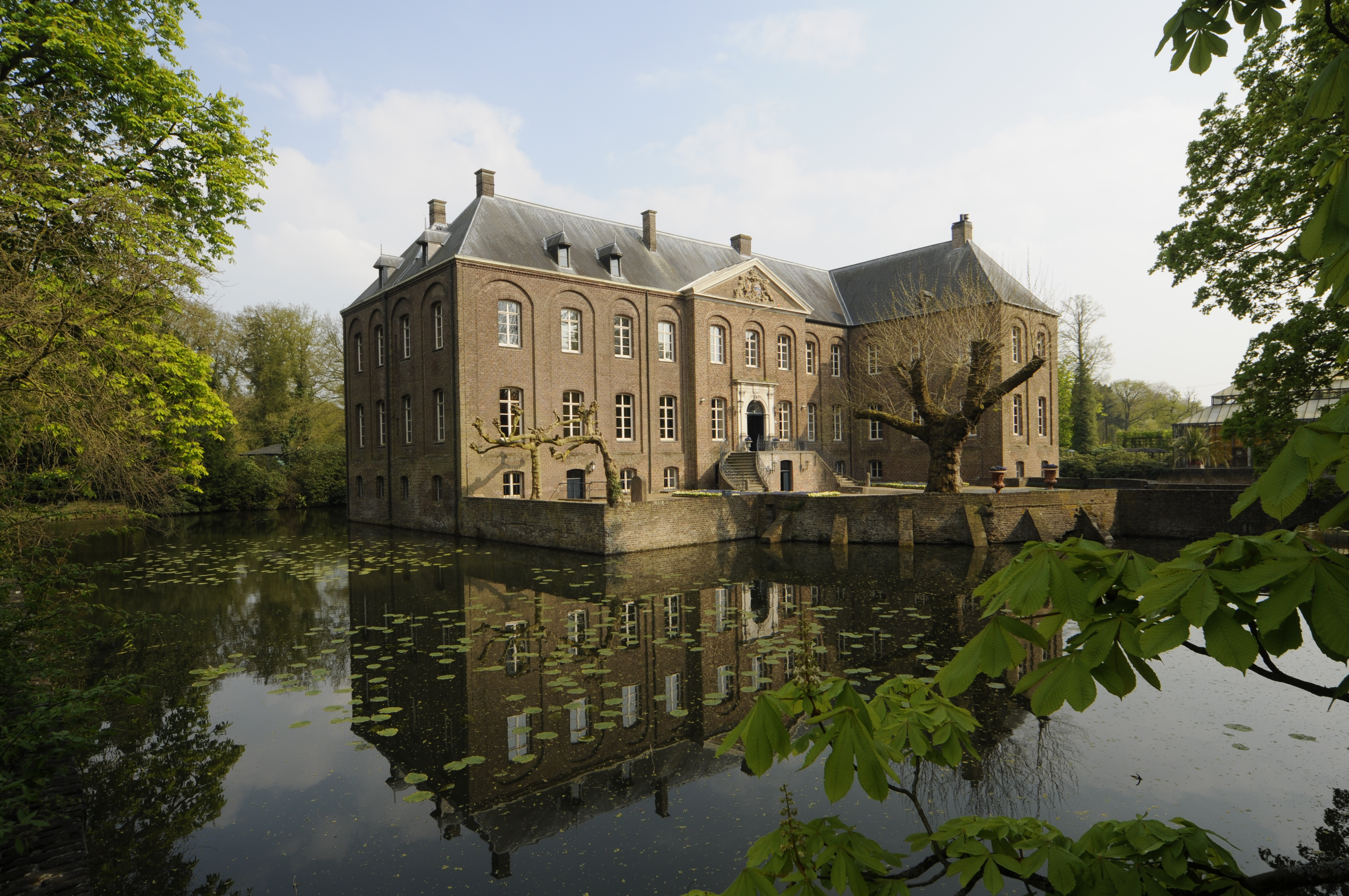
Het Kasteel

### Kasteel Arcen
Het huidige Kasteel Arcen stamt uit de zeventiende eeuw en is gebouwd in opdracht van de Hertog van Gelre. Het werd gebouwd op de restanten van het kasteel Het Nije Huis dat in het verleden verwoest werd. Oorspronkelijk stond er op een iets noordelijker gelegen locatie het eerste kasteel 'Het Huys t' Arssen' uit 1275. Bij het kasteel bevinden zich rond een ruime kasteelhof nog het Koetshuys, de Oranjerie en een poortgebouw met diverse ruimtes. Op het kasteeleiland ligt een rododendrontuin.
Het kasteel fungeert tegenwoordig vooral als expositieruimte, trouwlocatie en feestzaal.

### 't Koetshuys
Het koetshuis was van oudsher de stalling voor koetsen en landbouwwerktuigen. Later werd dit pand betrokken door de Zwitserse kunstschilder Friedrich Deusser en werd het zijn atelier. Dit is nog goed te zien aan het grote raam op de bovenverdieping. Ook zitten er in de gevel enkele ovale raampjes. Deze kleine ovaalvormige ramen werden in de 17e eeuw veel gebruikt en is daardoor karakteristiek voor de bouwperiode van dit gebouw. Door de gelijkenis met het oog van een koe worden ze Oeil-de boeuf genoemd.
Tegenwoordig doet het koetshuis dienst als restaurant en ontvangstlocatie voor groepen die Kasteeltuinen Arcen bezoeken. 

## Het park
De kasteeltuinen bestrijken, binnen het totale landgoed, een oppervlakte van circa 32 hectare. Bij de aanleg van het park hield landschapsarchitect Niek Roozen rekening met de verschillende seizoenen, wat resulteerde in de aanleg van achttien verschillende tuinen onderverdeeld in twaalf thema's. Zo is er een barok Rosarium, met 10 gethematiseerde rozenkamers, meer dan 8.000 rozen en een deels eeuwenoude berceau. De Water- en Beeldentuin omvat een jaarlijks wisselende beeldenexpositie en collectie aangeplante eiken. Het Lommerrijk ('lommer' betekent 'schaduw') bevat diverse boomsoorten en vaste planten zoals longkruid, astilbe, eendagslelies en bolgewassen. Ook stromen er verschillende beekjes en watervallen. 
De Vallei bestaat uit een lint aan diverse tuinbelevingen; de Acertuin bevat een collectie Japanse esdoorns die gedurende de herfst vlammend rode kleuren en er is ook een Bamboebos en Oosterse Watertuin. De 'Casa Verde, een kas van 3200 vierkante meter, heeft een mediterraan en tropisch klimaat. De drie klimaatzones zorgen voor een grote diversiteit aan planten en bloemen. Het eerste gedeelte is ingericht als tropische zone. De tropische planten hebben veelal grote decoratieve bladeren. Zo staan er bananenbomen, paradijsvogelbloemen, palmen en bijzondere boomvarens. Het tweede gedeelte is een mediterrane zone. Hier groeien bomen en struiken uit het Middellandse Zeegebied zoals de mastiekboom, vleugeltjesbloem, rozemarijn, olijfbomen en aardbeibomen. De meest opvallende boom is de eeuwenoude vijg. De derde zone is de aride zone. Hier groeien planten uit de drogere gebieden van de wereld, zoals hoge Yucca’s, cactussen en vetplanten. Aan de boulevard in de Casa Verde is een Koivijver gesitueerd.
Naast verschillende planten in de verschillende tuinen bevinden zich hier ook verscheidene diersoorten, zwarte zwaan, valkparkiet, helmparelhoen, ooievaar, koi, belugasteur, verspreid over de verschillende tuinen.

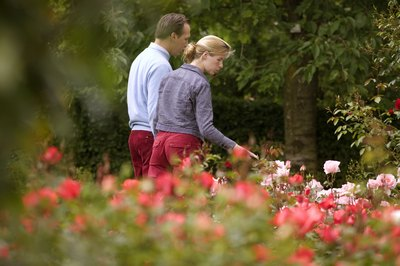
Het Rosarium

## Faillissement en doorstart
In 2006 vroeg Kasteeltuinen Arcen BV surseance van betaling aan. Na beëindiging van de surseance werden zij op 6 december 2006 door de Rechtbank Roermond in staat van faillissement verklaard. In 2007 nam Zodiac Zoos het park over. Op 20 september 2012 werden zij door dezelfde rechtbank opnieuw failliet verklaard na uitstel van betaling. Op 8 december 2012 werd bekendgemaakt dat er een doorstart kwam. Stichting Het Limburgs Landschap nam het park vervolgens over, sinds 26 april 2013 is het park weer open voor publiek.
Sinds 2009 zijn de Kasteeltuinen afwisselend met Kasteel Haarzuilens de locaties van het festival Elfia.

## Fotogalerij

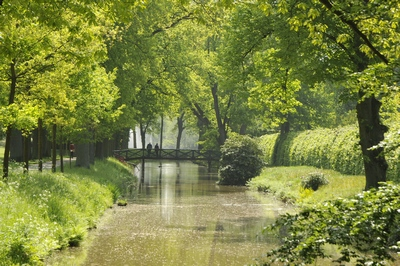
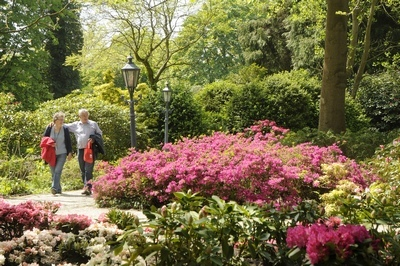
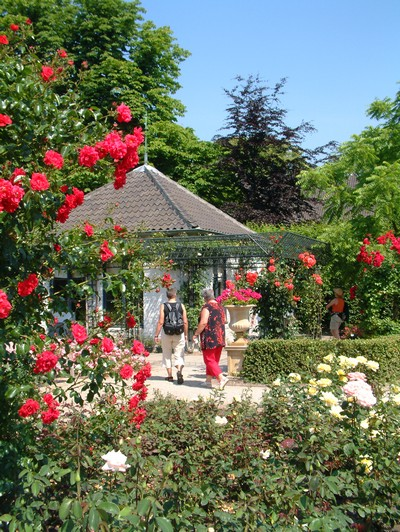